# 12113 Hollows
12113 Hollows (1998 OH12) là một tiểu hành tinh vành đai chính được phát hiện ngày 29 tháng 7 năm 1998 bởi J. Broughton ở Reedy Creek Observatory.